# Медаль Бубера-Розенцвейга
Медаль Бубера-Розенцвейга вручается ежегодно с 1968 года в память еврейских философов и педагогов Мартина Бубера (1878—1965) и Франца Розенцвейга (1886—1929).
Награда вручается в рамках ежегодной Недели Братства Немецким координационным советом обществ христианско-еврейского сотрудничества (DKR), базирующимся в Бад-Наухайме, личностям, инициативам или учреждениям, внесшим выдающийся вклад в взаимопонимание между христианами и евреями, котрые внесли вклад в христианско-еврейское сотрудничество в области науки, культуры, политики или общества..

## Лауреаты премии
- 1968 Фридрих Хеер, Вена, и Фридрих-Вильгельм Марквардт, Берлин.
- 1969 Эрнст Симон, Иерусалим
- 1970 Ева Габриэле Райхманн, Лондон, и раввин Роберт Рафаэль Гейс, Дюссельдорф.
- 1971 Епископ Д. Курт Шарф, Берлин.
- 1972 Монсеньор Антониус Корнелис Рамселаар, Утрехт и раввин Георг Зальцбергер, Лондон
- 1973 Гельмут Гольвитцер, Берлин
- 1974 Ганс Гюнтер Адлер, Лондон
- 1975 архиепископ Джордж Эпплтон, Иерусалим и Вантедж (Великобритания), и аббат Лаврентий Кляйн, Иерусалим.
- 1976 Эрнст Людвиг Эрлих, Базель
- 1977 Фридрих Дюрренматт, Невшатель
- 1978 Грета Шедер, Геттинген, и Альбрехт Гоес, Штутгарт
- 1979 Манес Шпербер, Париж, и Джеймс Паркс, Саутгемптон (Великобритания)
- 1980 Ойген Когон, Кенигштейн и Гертруда Люкнер, Фрайбург-им-Брайсгау
- 1981 Исаак Башевис-Зингер, Нью-Йорк
- 1982 Шалом Бен-Хорин, Иерусалим.
- 1983 Хелен Джейкобс, Берлин
- 1984 Зигфрид Теодор Арндт , Лейпциг, и Хельмут Эшвеге , Дрезден
- 1985 Франц Мюснер, Пассау
- 1986 Хайнц Кремерс , Дуйсбург
- 1987 Ньюе Шалом, Израиль.
- 1988 г. Учебная группа в Израиле.
- 1989 Иегуди Менухин, Лондон.
- 1990 Шарлотта Петерсен, Дилленбург
- 1991 Образовательный центр Лео Бека , Хайфа
- 1992 Хильдегард Хамм-Брюхер, Мюнхен, и Аннемари Ренгер , Бонн
- 1993 Служба мира по примирению, Берлин.
- 1994 Якоб Йозеф Петуховски, Цинциннати (США), и Клеменс Тома , Люцерн
- 1995 Рихард фон Вайцзеккер, Берлин
- 1996 Франклин Хэмлин Литтелл, Филадельфия, и Джозеф Уок , Иерусалим
- 1997 Ханс Кошник, Бремен
- 1998 Лия Рабин, Тель-Авив
- 1999 Генрих Мушинский, Гнезно
- 2000 Йоханнес Рау, Берлин
- 2001 «Школа без расизма», Берлин.
- 2002 Эдна Броке, Эссен, Рольф Рендторф, Карбен и Иоганн Баптист Мец, Мюнстер
- 2003 Йошка Фишер, Берлин
- 2004 Даниэль Баренбойм, Берлин
- 2005 Петер фон дер Остен-Закен, Берлин и Институт церкви и иудаизма при Берлинском университете имени Гумбольдта, Берлин
- 2006 Леон де Винтер, Амстердам и ассоциация " Show Face! Для космополитической Германии e. В. ", Берлин
- 2007 Эстер Шапира, Франкфурт-на-Майне и Георг М. Хафнер , Франкфурт-на-Майне
- 2008 Стеф Вертхаймер, Тефен между Кармиэлем и Маалотом в Галилее на севере Израиля / Тель-Авив
- 2009 Эрих Ценгер, Мюнстер
- 2010 Дэниел Либескинд, Нью-Йорк
- 2011 Навид Кермани, Кёльн
- 2012 Николаус Шнайдер, Дюссельдорф
- 2013 Мириам Пресслер, Институт Ландсхута и Фрица Бауэра , Франкфурт-на-Майне
- 2014 Дьёрдь Конрад, Венгрия
- 2015 Ханспетер Хайнц и дискуссионная группа «Евреи и христиане» при Центральном комитете немецких католиков.
- 2016 Миха Брумлик, Берлин
- Конференция региональных церковных рабочих групп христиан и евреев (KLAK) 2017 г[2].
- 2018 Питер Маффей, Тутцинг[3]
- 2019: Кройцбергская инициатива против антисемитизма (KiGA), Берлин, и Сеть за демократию и мужество (NDC), Дрезден[4][5]
- 2020: Ангела Меркель , Берлин[6][7]
- 2021: Кристиан Штюкль — за его работу по борьбе с антисемитизмом и расизмом, а также за терпение и настойчивость в пересмотре « Страстей Обераммергау» . Медаль была вручена на торжественном открытии Недели Братства 7 марта 2021 года в Лидерхалле в Штутгарте[8].
- 2022: Петер Фишер (президент Айнтрахт Франкфурт) и Маккаби Германия
- 2023: Фонд Новой синагоги в Берлине — Centrum Judaicum[9]
- 2024: Игорь Левит[10]